# Lampropholis guichenoti
Espèce
Synonymes
- Lygosoma guichenoti Duméril & Bibron, 1839
- Lygosoma guttulatum Peters, 1881

Lampropholis guichenoti est une espèce de sauriens de la famille des Scincidae.

## Répartition
Cette espèce est endémique d'Australie. Elle se rencontre au Queensland, en Australie-Méridionale, en Nouvelle-Galles du Sud, en Victoria et aux Antilles .

## Description

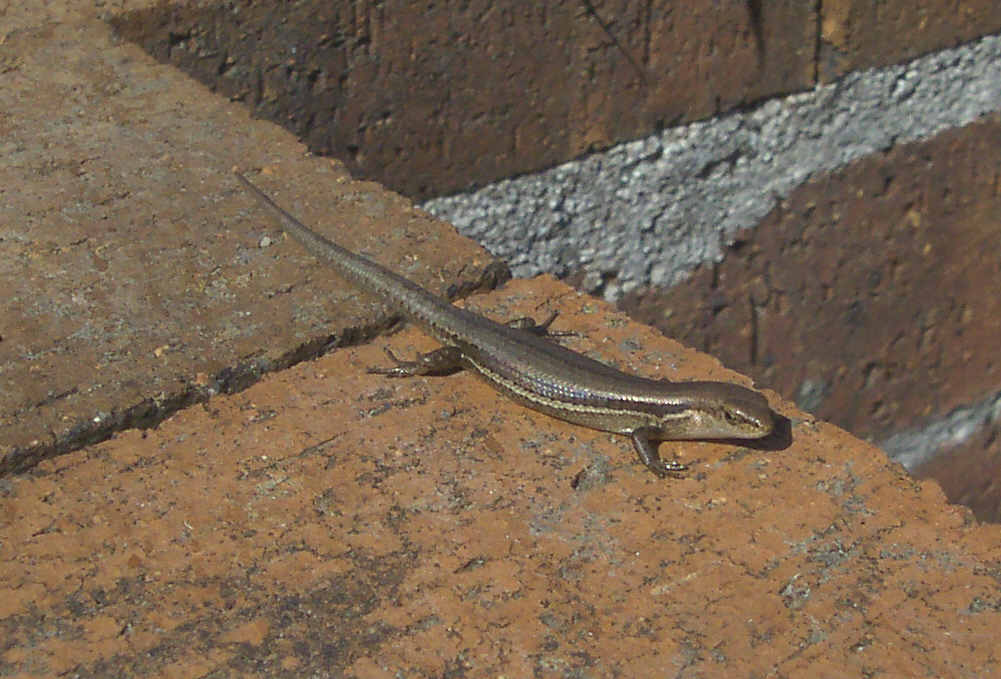

C'est un saurien ovipare.

## Étymologie
Cette espèce est nommée en l'honneur d'Alphone Guichenot.

## Publication originale
- Duméril & Bibron, 1839 : Erpétologie Générale ou Histoire Naturelle Complète des Reptiles. vol. 5, Roret/Fain et Thunot, Paris, p. 1-871 (texte intégral).